# Chámis Kaddáfí
Chámis al-Kaddáfí (* 27. května 1983 Tripolis – 29. srpna 2011) (angl. Khamis al-Gaddafi, arabsky خميس القذافي) byl nejmladším synem libyjského diktátora Muammara al-Kaddáfího. Narodil se 27. května 1983 jako 7. syn Muammara al-Kaddáfího a jeho druhé manželky Safii Farkas. Patřil do nejbližšího okruhu otcových spolupracovníků a byl libyjským vojenským velitelem. Již několikrát byl povstalci prohlášen za mrtvého, vždy bylo prohlášení popřeno libyjskou vládou a posléze i očitými svědky. V závěru svého života velel zbývajícím jednotkám věrným jeho otci a jeho vlastní 32. Posílené brigádě ozbrojeného lidu známé jako Chámisova brigáda.

## Mládí
V dětství prožil americké bombardování Libye a sídla svého otce v Bab al-Azizia v Tripolisu. Při bombardování, které bylo odvetou za libyjské teroristické útoky v Evropě, byl jako mnoho dalších přítomných zraněn. Od mládí působil ve vojenství a svoje vzdělávání a kariéru orientoval na armádu a bezpečnostní služby. S titulem bakalář vojenského umění a vědy dokončil vojenskou akademii v Tripolisu a následně nastoupil na moskevskou Frunzeho vojenskou akademii a posléze i Akademii generálního štábu ozbrojených sil Ruské federace. Cestoval po zahraničí a v Libyi držel pozici policejního velitele.
Studoval i na prestižních civilních školách v západní Evropě, některá studia kvůli nastávající občanské válce nedokončil.
Působil i v zahraničních telekomunikačních společnostech, podílel se na obnovení kontaktů mezi Libyí a USA a měl mít i přístup k některým vojenským zařízením v USA.

## Občanská válka
Z cest po Evropě a Severní Americe se vrátil hned jak propukly nepokoje ve východolibyjském městě Benghazí. Libyjské armádě se nepodařilo nepokoje potlačit a velitel libyjských jednotek Abdul Fatah Júnis (později zavražděný samotnými povstalci) přeběhl k demonstrantům. Chámis al-Kaddáfí začal okamžitě reorganizovat vojenské síly loajální stávající libyjské vládě a zmobilizoval svoji elitní brigádu. Podílel se na potlačení nepokojů v Tripoli a následně vedl neúspěšný útok proti západolibyjské baště povstalců, Misuratě. S různými výsledky bojoval několik dalších měsíců, přičemž během bojů byl několikrát prohlášen za mrtvého. Po pádu Tripoli, v srpnu 2011, nadále vedl organizovaný odpor posledních jednotek věrných jeho otci a to v oblasti západolibyjského Bani Walid a severolibyjské Syrty, rodiště jeho otce. Až do své smrti se nacházel v Syrtě a velel posledním jednotkám původní libyjské vlády.